# اشتفان بانیکا
اشتفان کُنستانتین بانیکا (رومانیایی: Ștefan Constantin Bănică؛ ‏ تلفظ رومانیایی: [ʃteˈfaŋ konstanˈtim bəˈnikə]؛ ‏ ۱۱ نوامبر ۱۹۳۳ – ۲۶ مهٔ ۱۹۹۵) بازیگر و خواننده اهل رومانی بود.
از فیلم‌ها یا برنامه‌های تلویزیونی که وی در آن نقش داشته‌است، می‌توان به عمو مارین میلیاردر، میتیکا، زنگ‌ها برای چه به صدا درآمده‌اند؟ و یاغی‌ها اشاره کرد.